# Hukeri
Hukeri (en kannada ಹುಕ್ಕೇರಿ) és una vila (comunitat del tipus panchayat) al districte de Belgaum a Karnataka, Índia. Al cens del 2001 consta amb una població de 19.906 habitants. La població el 1901 era de 6.265 habitants. Al nord de la població, als afores, hi ha unes interessants restes musulmanes del segle xvi que inclouen dos mausoleus en estil similar als de Bijapur (Karnataka); una de les tombes fou convertida en residència per allotjar viatgers; una mica més a l'est hi ha un altre mausoleu.
El 1327 Muhammad Shah II Tughluk (1325-1351) va estacionar aquí els seus oficials que havien de conquerir el Carnàtic. Després de la conquesta mongol de Bijapur el 1686, Hukeri fou l'única part del futur districte de Belgaum que va quedar en poder dels marathes i va restar sota el govern d'un desai maratha que fou independent i que va originar una nissaga que va governar fins al 1763 i va originar la dinastia dels Vantamurikar que encara existeix. El 1763 el peshwa Madho Rao va sotmetre al desai, i va cedir el territori al senyor de Kolhapur, que en fou privat el 1769. El 1791 el capità Moor la va qualificar d'una vila molt pobre. Fou convertida en municipalitat el 1854, però abolida el 1864.